# Panic (MxPx)
Panic è il settimo album della band pop punk statunitense MxPx; è stato pubblicato nel 2005. Nella canzone Wrecking Hotel Rooms c'è la partecipazione straordinaria del cantante e bassista dei blink-182 Mark Hoppus. La canzone Heard That Sound è stata inclusa nella colonna sonora del videogioco Burnout Revenge. Quest'album ha molte influenze emo, e come si vedono nei video, anche l'acconciatura tende all'emo.

## Elenco delle tracce
Tutte le canzoni sono state scritte da Mike Herrera.
1. "The Darkest Places" – 2:35
2. "Young and Depressed" – 3:05
3. "Heard That Sound" – 3:40
4. "Cold Streets" – 2:46
5. "The Story" – 3:31
6. "Wrecking Hotel Rooms" – 3:26
7. "Late Again" – 2:35
8. "Kicking and Screaming" – 2:52
9. "Grey Skies Turn Blue" – 3:04
10. "Emotional Anarchist" – 2:02
11. "Call in Sick" – 3:00
12. "Get Me Out" – 2:10
13. "Waiting for the World to End" – 3:46
14. "This Weekend" – 3:21

## Formazione
- Mike Herrera (voce e basso)
- Tom Wisniewski (chitarra)
- Yuri Ruley (batteria)